# Diego de San Francisco Tehuetzquititzin

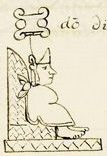
Diego de San Francisco Tehuetzquititzin (zeitgenössisch)

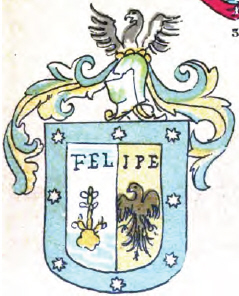
Wappen Diegos de San Francisco (1546)

Don Diego de San Francisco Tehuetzquititzin († 1554) war Gouverneur und Tlatoani von Tenochtitlan.
Tehuetzquititzin (Nahuatl; Deutsch: der Lachende) war als Sohn des Texcatl Popoca und Enkel des Tízoc ein Angehöriger der alten von Acamapichtli († 1391) begründeten Herrscherfamilie von Tenochtitlan. Seine Mutter war eine Adlige aus Tzaucyocan. Er hatte später den Taufnamen Diego de San Francisco erhalten.
Er wurde als Tlatoani eingesetzt, als er indigene Hilfstruppen der Spanier im Mixtón-Krieg kommandierte.
Für seine militärischen Verdienste im Mixtón-Krieg wurde Diego de San Francisco von Kaiser Karl V. am 23. Dezember 1546 ein persönliches Wappen verliehen, das Symbole der Tenōchca aufgreift und die des späteren mexikanischen Nationalwappens vorwegnimmt.
Wie in der Spanischen Heraldik üblich, ist der Schild von einem Bord umgeben, der blau und mit acht siebenstrahligen silbernen Sternen belegt ist. Innerhalb des Bordes von Silber und Gold gespalten: vorn, den Gründungsmythos von Tenochtitlan aufgreifend, ein Feigenkaktus auf einem Stein inmitten eines Sees; hinten ein schwarzer Adler; über beide Felder erstreckt sich an der Schildhauptstelle der königliche Name Felipe in schwarzen Versalien. Auf dem Helm mit blau-goldenen Decken und goldenem Wulst der Adler wachsend.
Nach seiner Rückkehr war er mit zivilen Verwaltungsaufgaben in Techochtitlan betraut, hatte aber wenige tatsächliche Machtbefugnisse. Er vertrat die Interessen der indigenen Bevölkerung gegen den spanischen Stadtrat, musste im Umkehrschluss oft unpopuläre Maßnahmen der Kolonialherren gegen die Mexica durchsetzen. Dennoch gilt seine „Regierungszeit“ als erfolgreich, zudem auch als längste aller kolonialen Tlatoani.

## Familie
Von seinen elf Kindern, stammten wenigstens zwei Söhne aus der Ehe mit seiner Cousine Doña Maria, Tochter seines Onkels Huehue Mauhcaxochitl:
- Alonso Tezcatl Popocatzin († jung)
- Pablo Mauhcaxochitzin († jung)

Weitere Kinder waren:
- Miguel Ixcuinantzin († jung), aus der Beziehung mit einer Adligen aus Ocuillan
- Pedro Xiconocatzin, gezeugt mit einer Adligen aus Xolloco
  - Maria ⚭ NN, ein Mexika
    - Bartholomé, Geistlicher
    - Agustín, Geistlicher
    - María
- José Xaxaqualiuhtocatzin
  - Francisca, ⚭ Marcos Ihuiçalloqui, ein Händler aus Tlatelolco
- Baltasar Ilhuicaxochitzin († jung)
- Juana, ⚭ Baltasar Toquezquauhyotzin, Herr von Culhuacan
- María Tlacoyehuatzin, ⚭ Diego Quauhpotonqui, Herr von Ecatepec
- María Francisca, ⚭ Gabriel Xiuhpiltzintli, ein Einwohner von Xolloco
  - Maria Miyahuaxochtzin
    - Juantzin, ein Mestize

  - Diego de San Francisco
- María, ⚭ Jacobo
  - Juan
  - Miguel Tlilpotonqui
- Cecilia, ⚭ Cristobal, Sohn des obigen Diego Quauhpotonqui, des Herrn von Ecatepec
  - Maria, 1616 urkundlich in Ecatepec